# Fulgoraecia grandidieri
Fulgoraecia grandidieri is een vlinder uit de familie van de Epipyropidae. De wetenschappelijke naam van de soort is voor het eerst geldig gepubliceerd in 1960 door Viette.